# Agrotis exsiccata
Agrotis exsiccata là một loài bướm đêm trong họ Noctuidae.